# Rhagio insularis
Rhagio insularis är en tvåvingeart som beskrevs av Becker 1921. Rhagio insularis ingår i släktet Rhagio och familjen snäppflugor. Inga underarter finns listade i Catalogue of Life.